# Die Friesen
Die Friesen (frisón: Do Fräisen, bajo alemán: De Freesen, castellano: Los Frisones)  fue un partido político regionalista en el estado de Baja Sajonia en Alemania, que buscaba promover los intereses del grupo étnico frisio, minoritario en Alemania.
El partido buscaba el derecho de autodeterminación. Sus propuestas políticas incluían la introducción del bajo alemán como asignatura obligatoria en las escuelas.
Die Friesen fue miembro hasta 2018 de la Alianza Libre Europea.
El 7 de mayo de 2023, el partido anunció su disolución, ya que tenía muy pocos miembros y la junta directiva ya no podía ocupar los puestos. La disolución se decidió por unanimidad.